# Bażant pstry
Bażant pstry (Phasianus versicolor) – gatunek dużego ptaka z rodziny kurowatych (Phasianidae). Występuje endemicznie w Japonii. Nie jest zagrożony wyginięciem.

## Taksonomia
Po raz pierwszy gatunek opisał Louis Pierre Vieillot w 1825. Błędnie wskazał miejsce odłowienia holotypu jako Jawę. Nadał nowemu gatunkowi nazwę Phasianus versicolor. Jest ona obecnie (2020) podtrzymywana przez Międzynarodowy Komitet Ornitologiczny (IOC), który wyróżnia 4 podgatunki. Możliwe, że bażanty: pstry i zwyczajny (P. colchicus) tworzą jeden gatunek. W Japonii, dokąd introdukowano bażanty zwyczajne, przedstawiciele obydwu gatunków nie krzyżują się. Z powodzeniem czynią to na Hawajach, gdzie przedstawicieli obydwu gatunków introdukowano. Odnotowano dziko żyjące hybrydy bażantów pstrych i japońskich (Syrmaticus soemmerringii).

## Podgatunki i zasięg występowania
IOC wyróżnia następujące podgatunki:
- P. v. robustipes Kuroda, 1919 – północno-zachodnia wyspa Honsiu i Sado
- P. v. tohkaidi Momiyama, 1922 – centralne i zachodnie Honsiu, Sikoku
- P. v. tanensis Kuroda, 1919 – południowe Honsiu, Kiusiu
- P. v. versicolor Vieillot, 1825 – zachodnie Honsiu i Kiusiu

## Morfologia
Długość ciała wynosi około 81,5 cm u samców (z tego 27–42,5 cm przypada na ogon) i około 58 cm u samic (z czego na ogon przypada 21–27,5 cm). Samce ważą 900–1400 g, samice 692–970 g. Występuje dymorfizm płciowy w upierzeniu. Samce wyróżniają się w większości ciemnozielonym upierzeniem (z daleka wyglądającym na czarne), kontrastującym z niebieskoszarymi pokrywami skrzydłowymi i kuprem. U samców występuje po bokach głowy naga, czerwona skóra, zaś z tyłu głowy po bokach dostrzec można wystające pęczki piór, które ptak może stawiać, jeśli zechce. Dziób ma barwę zielonawą u samców i żółtawą u samic. Ogon jest krótszy, niż u bażantów zwyczajnych; składa się z 18 sterówek. Tęczówka brązowożółta, pomarańczowobrązowa lub brązowa (u samic). Lotki ciemnobrązowe, pokryte nieregularnymi płowymi pasami i kropkami. Sterówki oliwkowobrązowe, po bokach u nasady z różowym nalotem; ozdobione są wyraźnymi, czarnymi pasami. Samice podobne są do samic bażantów zwyczajnych, wyróżniają się intensywniejszym czarnym kropkowaniem. Wierzch ciała pokrywają pióra czarne z brązowopłowymi paskami biegnącymi przez środek i zielonawymi zakończeniami. Boki głowy, szyję i pierś pokrywają wyraźne ciemne wzory. Boki ciała pokryte łuskowatym wzorem, wyraźniejszym niż u bażantów zwyczajnych.

## Ekologia i zachowanie
Bażanty pstre zamieszkują różnorodne środowiska położone na nizinach i u podnóży gór, do wysokości 1100 m n.p.m. Występują na niższych wysokościach niż bażanty japońskie. Preferują zakrzewione stoki, obszary z luźnymi zadrzewieniami w okolicach upraw, plantacje herbaty, zapuszczone parki i ogrody oraz nadrzeczne zarośla. Głos podobny jest do głosu bażantów zwyczajnych, jednak zawołanie samca jest krótsze. Bażanty pstre przebywają zarówno samotnie, jak i parami i w grupach; większe grupy gromadzą się zimą przy źródłach pokarmu. Zimą często formują się także stada jednopłciowe. Podczas chłodniejszych zim bażanty te przenoszą się na farmy, gdzie żerują razem z kurczakami. Najaktywniejsze są wczesnym rankiem i późnym popołudniem.

### Lęgi
Prawdopodobnie bażanty pstre mogą być i monogamiczne, i poligamiczne; najprawdopodobniej wskutek różnych lokalnych proporcji płci. Gniazdo umieszczone jest zwykle na ziemi w okolicy niskich krzewów, okazjonalnie pod nasadą drzewa. Samica znosi 6–15 jaj (zwykle 7–9) o oliwkowoszarej skorupce (bez wzorów). Na południowej wyspie Kiusiu zniesienia przypadają na środek marca, na Honsiu na kwiecień i maj. Inkubacja trwa 23–28 dni.

## Status
IUCN uznaje bażanta pstrego za gatunek najmniejszej troski (LC, Least Concern) nieprzerwanie od 2014 (stan w 2017). BirdLife International ocenia trend populacji jako spadkowy ze względu na odstrzał i niszczenie środowiska; populacja jest jednak regularnie uzupełniana osobnikami z niewoli.